# Хохряков, Игорь Викторович
Игорь Викторович Хохряков (25 января 1965, Чусовой, Пермский край, РСФСР) — советский и белорусский биатлонист, российский тренер по биатлону. Призёр чемпионата мира, чемпион Европы, чемпион СССР. Мастер спорта СССР по лыжным гонкам (1983) и биатлону (1986). Мастер спорта Республики Беларусь международного класса (1993).

## Биография
Начал заниматься лыжными гонками в детском возрасте в ДЮСШ г. Чусовой, первый тренер — Павел Васильевич Стародумов. В 18-летнем возрасте выполнил норматив мастера спорта СССР.
В 1985 году, после перенесённой травмы, перешёл в биатлон. Выступал за команду Вооружённых Сил (СКА), уже в 1985 году стал призёром чемпионата Вооружённых Сил. С 1986 года представлял город Минск.
На чемпионате СССР 1986 года стал бронзовым призёром в индивидуальной гонке. В 1990 году стал чемпионом СССР в эстафете в составе сборной Белорусской ССР, чемпионат проводился в рамках VII зимней Спартакиады народов СССР.
С 1992 года выступал за сборную Белоруссии. Дебютировал на Кубке мира в сезоне 1992/93, и в своей первой гонке — в индивидуалке на этапе в Поклюке, показал лучший результат в карьере — шестое место. На чемпионате мира 1993 года в болгарском Боровце стал 26-м в спринте и четвёртым — в эстафете. На первом в истории чемпионате Европы, в 1994 году в Контиолахти, завоевал бронзовую медаль в эстафете вместе с Дмитрием Кривелем, Геннадием Карпинкиным и Евгением Редькиным.
Участник зимних Олимпийских игр 1994 года в Лиллехаммере. Принимал участие в двух видах программы — в спринте стал 45-м, а в эстафете — четвёртым.
В 1995 году на чемпионате мира в Антерсельве стал бронзовым призёром в эстафете, вместе с Александром Поповым, Олегом Рыженковым и Вадимом Сашуриным. В том же сезоне стал двукратным чемпионом Европы, одержав победу в индивидуальной гонке и в эстафете на чемпионате в Анси (Ле-Гран-Борнан). С 1995 года не выступал на международном уровне, а в 1999 году завершил спортивную карьеру.
После окончания спортивной карьеры вернулся в Россию. В 1999—2009 годах работал тренером по биатлону в школе СКА (Санкт-Петербург), в 2009—2012 годах — в СДЮСШОР в Москве. С 2013 года работает тренером в «ГБУ СШОР по зимним видам спорта» на Сахалине. Имеет звание тренера высшей категории.

## Личная жизнь
Окончил Белорусский государственный университет физической культуры.